# Михаил (Воскресенский)
Архиепископ Михаи́л (в миру Михаи́л Дми́триевич Воскресе́нский; 27 декабря 1897, село Николаевка, Путивльский уезд, Курская губерния — 21 октября 1976, Москва) — архиерей Русской православной церкви, архиепископ Казанский и Марийский.

## Биография
Выходец из старинного священнического рода: его отец, дед, прадед служили в Курской епархии. Отец — священник Дмитрий Григорьевич Воскресенский, после кончины жены принял монашество с именем Дамиан и в 1918 году был хиротонисан во епископа. Расстрелян в 1937 году.
Окончил Обоянское духовное училище, Смоленскую духовную семинарию, где его отец был ректором.
В 1915—1916 годы учился на историко-филологическом факультете Петроградского университета.
В сентябре 1916 — декабре 1917 года — на военной службе в русской армии.
В 1918—1919 годы обучался Киевском университете.
В июне 1919 — сентябре 1922 года служил в Красной армии.
С 1923 года работал в Средней Азии, с 1926 — в Москве.
Участник Великой Отечественной войны, с июля 1941 по 20 мая 1946 года в звании капитана интендантской службы воевал в рядах Красной армии в должности помощника начальника фронтового госпиталя № 1853 по строевой службе (Третий Прибалтийский фронт). В октябре 1944 г. был награжден орденом Красной Звезды.
По воспоминаниям митрополита Питирима (Нечаева), «поражало в нём сочетание выправки офицера и глубокой мягкости души, высокой внутренней культуры. Уже тогда это был необычайный человек. Он был монахом прежде монашества, он был священником прежде священства. Он прекрасно знал православное богословие, русскую духовную литературу, у него была превосходная библиотека».
24 ноября 1946 года епископом Макарием (Даевым) рукоположён во священника к Богородице-Рождественской церкви города Москвы.
С 30 декабря 1948 года — священник Антиохийского подворья в Москве (служить начал 3 января 1949 года).
21 ноября 1953 года пострижен в монашество с именем Михаил (в честь Архистратига Михаила; его мирское имя было дано в честь Преподобного Михаила Исповедника).
1 декабря того же года в Трапезном храме Троице-Сергиевой лавре состоялось наречение его во епископа.
4 декабря он был хиротонисан во епископа Чкаловского и Бузулукского. Хиротонию совершали: Патриарх Московский и всея Руси Алексий I, митрополит Крутицкий и Коломенский Николай (Ярушевич) и епископ Костромской и Галичский Иоанн (Разумов).
С 7 декабря 1957 года титуловался «Оренбургский и Бузулукский».
В 1958 году вошёл в число 15 архиереев, которые были «допущены» к встрече иностранных гостей, приглашённых в Москву на празднование 40-летия восстановления Патриаршества.
22 февраля 1959 года участвовал в состоявшемся в Москве торжестве по случаю 250-летия постройки храма Архангела Гавриила и 10-летия возобновления деятельности Антиохийского подворья.
15 марта 1959 года освятил новый иконостас в кафедральном Никольском соборе города Оренбурга, выполненный по проекту самого епископа в стиле позднего ампира.
В 1959−1960 года — временно управляющий Челябинской епархией.
31 мая 1960 года освобождён от управления Оренбургской епархией «согласно его прошения». С июня 1960 года — временно управляющий Казанской епархией (в связи с арестом архиепископа Иова (Кресовича)).
С 23 ноября 1960 года — епископ Казанский и Марийский.
С июня 1961 — временно управляющий Ижевской епархией.
Подписал письмо, составленное архиепископом Ермогеном (Голубевым), в котором содержалось предложение пересмотреть Положение об Управлении Русской Православной Церкви, принятое в 1961 году под давлением светских властей.
25 февраля 1963 года возведён в сан архиепископа.
С 7 октября 1967 — архиепископ Уфимский и Стерлитамакский.
С 23 октября 1967 года — вновь архиепископ Казанский и Марийский, временно управляющий Ижевской епархией.
Не допустил закрытия ни одного храма Казанской епархии. Много внимания уделял украшению приходских храмов, собрал большую коллекцию церковных орнаментов, которые использовал при сооружении, восстановлении или ремонте храмов. Заботился о сохранении церковных традиций и уставного характера богослужений.
25 июля 1975 года уволен на покой, жил в Москве.
Уполномоченный Совета по делам религий отзывался о нём: «Знает русскую литературу дооктябрьского периода. Из послеоктябрьского периода предпочитает произведения авторов упаднической, декадентской литературы, авторов произведений социалистического реализма не любит. Свободное время посвящает обработке материала на тему „Религиозные мотивы в русской поэзии“, рукопись в объеме 300 листов передана в дар патриарху Алексию. По мировоззрению мистик и идеалист, суеверен. Знает произведения идеалистической философии прошлого, в том числе русских философов-идеалистов».
Отличался открытым, общительным, жизнерадостным характером и остроумием. За праведную жизнь его уважали как христиане, так и мусульмане. Был знатоком русской поэзии, автор большой работы «Духовная тема в русской поэзии». В «Журнале Московской Патриархии» публиковались его проповеди (некоторые из них вошли в машинописный сборник «На служении слова»). Был нестяжателен, умер в бедности.
Отпевание совершено архиепископом Волоколамским Питиримом (Нечаевым). Погребён на Пятницком кладбище в Москве по правую сторону алтаря храма Живоначальной Троицы. Под одним памятником с ним погребён архиепископ Борис (Соколов).

## Публикации
- Речь при наречении во епископа Чкаловского и Бузулукского // Журнал Московской Патриархии. 1954. — № 1. — С. 24-25.
- Пребывание в СССР делегации Финляндской Православной Церкви // Журнал Московской Патриархии. 1957. — № 8. — С. 25-32.
- «На служении слова». (Сборник проповедей) // Чкалов, 1956 г. (машинопись).
- «Мысли на праздник Заступницы Усердной» (Казанская Матерь Божия) // Журнал Московской Патриархии. 1958. — № 11. — С. 37-38.
- Слово на вечерне в прощенное воскресенье // Журнал Московской Патриархии. 1962. — № 2. — С. 19-20.
- Поучение на праздник Входа Господня в Иерусалим // Журнал Московской Патриархии. 1967. — № 4. — С. 24.
- Поучение в неделю 2-ю Великого Поста // Журнал Московской Патриархии. 1968. — № 3. — С. 24-25.
- Поучение в неделю 20-ю по Пятидесятнице // Журнал Московской Патриархии. 1968. — № 10. — С. 22-23.
- В неделю 13-ю по Пятидесятнице // Журнал Московской Патриархии. 1969. — № 10. — С. 31-32.
- В неделю сыропустную // Журнал Московской Патриархии. 1970. — № 2. — С. 54.
- Поучение в неделю вторую Великого Поста // Журнал Московской Патриархии. 1971. — № 3. — С. 27-28.
- В неделю Крестопоклонную // Журнал Московской Патриархии. 1972. — № 4. — С. 35.
- Поучение в неделю святых отцов // Журнал Московской Патриархии. 1972. — № 12. — С. 36.
- В неделю 6-ю по Пятидесятнице // Журнал Московской Патриархии. 1973. — № 7. — С. 36.
- Поучение в неделю 25-ю по Пятидесятнице // Журнал Московской Патриархии. 1973. — № 10. — С. 37.
- Поучение в субботу недели сыропустной // Журнал Московской Патриархии. 1977. — № 2. — С. 34.
- В неделю сыропустную // Журнал Московской Патриархии. 1977. — № 2. — С. 34.
- В неделю Крестопоклонную // Журнал Московской Патриархии. 1977. — № 3. — С. 28.
- «О любви» (Поучение в Неделю 25-ю по Пятидесятнице) // Журнал Московской Патриархии.1977. — № 10. — С. 30.
- «Плод веры» // Журнал Московской Патриархии. 1980. — № 11. — С. 31.